# سورین گریندانو
سورین گریندانو (Sorin Mihai Grindeanu ;تلفظ رومانیایی: [soˈrin miˈhaj ɡrinˈde̯anu]؛ زاده ۵ دسامبر ۱۹۷۳) سیاستمداری رومانیایی است که از ژانویه تا ژوئن ۲۰۱۷ به عنوان نخست‌وزیر رومانی مشغول به کار شد و با عدم اعتماد به نفع پارلمان از سمت خود برکنار شد.
گریندینو از سال ۲۰۱۲ تا انتخابات محلی ژوئن ۲۰۱۶ که رئیس شورای شهرستان تیمیچ شد، عضو مجلس نمایندگان این کشور بود.
وی که از اعضای حزب سوسیال دموکرات بود، در ۲۸ دسامبر ۲۰۱۶ توسط رهبر حزب، لیویو دراگنا، برای تشکیل دولت جدید به عنوان نامزد حزب پس از پیروزی چشمگیر حزب در انتخابات قانونگذاری سال قبل، معرفی شد. دو روز بعد، رئیس‌جمهور کلاوس یوهانیس رسماً وی را به عنوان نخست‌وزیر منصوب کرد. وی نخست‌وزیری را در ۴ ژانویه ۲۰۱۷ به عهده گرفت. گریندینو همچنین بین ۱۷ دسامبر ۲۰۱۴ و ۱۷ نوامبر ۲۰۱۵ وزیر ارتباطات در کابینه چهارم ویکتور پونتا بود.
در اوایل سال ۲۰۱۷، با تصویب تغییر قانون مجازات رومانی برای جرم زدایی سوء استفاده از قدرت توسط دولت وی، این امر اعتراضات گسترده‌ای را در پی داشت.

## اوایل زندگی و تحصیلات
گریندینو متولد ۵ دسامبر ۱۹۷۳، تنها فرزند آنا و نیکولای گریندینو است. پدر و مادر او هر دو معلم بودند، پدرش مدیر مدرسه Colegiul Național" CD Loga"، دبیرستانی در کرنسبش و بازرس مدرسه شهرستان کاراش-سورین بود. نیکولای گریندینو نیز وارد سیاست شد، وی بعنوان رهبر محلی حزب سوسیال دموکرات در کارانسبئو فعالیت می‌کرد و یک دوره نمایندگی شورای شهرستان را در شورای محلی کارائو-سیورین را به عهده داشت.
با شروع سال ۱۹۹۲، گریندینو در دانشگاه غرب تیمیوآرا تحصیل کرد و پس از فارغ‌التحصیلی در سال ۱۹۹۷ مدرک ریاضی و انفورماتیک را دریافت کرد. در سال ۱۹۹۹ وی با بورس تحصیلی TEMPUS به مدت سه ماه در دانشگاه بولونیا آمار اجتماعی حضور یافت و مدرک آمار اجتماعی را دریافت کرد. وی همچنین مدرکی را در زمینه‌های مختلف از مؤسسه آموزش بزرگسالان در فرانکفورت ، دانشگاه آویرو و دانشگاه لیدز بکت دریافت کرده است.
وی در سال ۲۰۱۳ از آکادمی اطلاعات ملی مدرک کارشناسی ارشد در رشته علوم نظامی، اطلاعات و نظم عمومی دریافت کرد.

## زندگی سیاسی
گریندینو در نوامبر ۱۹۹۶ به عنوان عضوی از حزب سوسیال دموکراسی رومانی که بعداً به حزب سوسیال دموکرات تغییر نام داد، وارد سیاست شد. پس از ادغام آن با یک حزب کوچک چپ دیگر و عضویت در انترناسیونال سوسیالیست دو سال بعد، در اکتبر ۱۹۹۸، معاون رئیس سازمان جوانان حزب در تیمیچ شد و در اکتبر ۲۰۰۲ دفتر اجرایی شهرستان آن شد. در اوایل سال ۲۰۰۰ او در حزب پیشرفت و ارتقا داشت و در دسامبر ۲۰۰۳ به عضو برجسته سازمان محلی تیمیچ و رئیس آن رسید. وی در سال ۲۰۱۲ هنگامی که برای چهار سال به عنوان معاون پارلمان رومانی انتخاب شد، وارد فعالیت سیاسی در سطح ملی شد. گریندینو به عنوان نماینده پارلمان، در زمینه ابتکار قانونگذاری در زمینه قانون مالی، گفتگوی اجتماعی، قانون کار، عملکرد انجمن‌های مالکان، ورشکستگی فردی، قوانین انرژی و گاز یا قراردادهای اعتباری برای مصرف‌کنندگان همکاری کرده است. وی همچنین از پیشنهادی برای اخته شیمیایی افراد متهم به پدوفیلی حمایت کرده است.
گریندینو بعنوان بخشی از کابینه پونتا در ۱۷ دسامبر ۲۰۱۴ به عنوان وزیر ارتباطات منصوب شد، سمتی که تا زمان استعفای دومی در ۵ نوامبر ۲۰۱۵ و انحلال بعدی دولت وی در ۱۷ نوامبر ۲۰۱۵ بر عهده داشت.
در ۳۰ ژوئن ۲۰۱۷، گریندینو استعفا داد تا به شهرستان تیمیچ محل زندگی خود بازگردد، جایی که به عنوان بخشی از توافق بین سوسیال دموکرات‌ها، PMP و ALDE به عنوان رئیس شورای شهرستان محلی انتخاب شد.

### به عنوان نخست‌وزیر
به دنبال پیروزی انتخاباتی حزب سوسیال دموکرات در انتخابات قانونگذاری، لیویو دراگنا، پس از اینکه اتحاد خود را با حزب نخست‌وزیر پیشین کالین پوپسکو-تاریچانو و ایجاد ائتلاف پارلمانی به دست آورد، رهبر حزب قرار بود نخست‌وزیر بعدی شود. طبق قانون اساسی رومانی، پس از انتخابات قانونگذاری، رئیس‌جمهور رومانی، پس از مشورت با همه احزاب در پارلمان، باید فردی را که از طرف ائتلاف یا حزبی که اکثریت مطلق پارلمان را دارد، پیشنهاد کند تا نخست‌وزیر بعدی شود. رئیس‌جمهور یوهانیس قبل و بعد از انتخابات گفته بود که با استناد به حکم تعلیقی دو ساله Dragnea در پرونده تقلب در انتخابات، فردی را منصوب نمی‌کند که پیگرد قانونی داشته یا محکوم شود. پس از اتمام تمام راه‌های ممکن برای حذف حکم، Dragnea تصمیم گرفت که از پیگیری نخست‌وزیری منصرف شود و سویل شهیده را برای این سمت معرفی کرد. رئیس‌جمهور یوهانیس، اما از پذیرش نامزدی شهیده امتناع ورزید، دلیلی برای امتناع وی ارائه نداد و از رهبران ائتلاف اکثریت خواست که پیشنهاد دیگری ارائه دهند. اگر شهیده منصوب و سوگند یاد می‌کرد، اولین زن نخست‌وزیر، اولین نخست‌وزیر از یک اقلیت قومی و همچنین اولین نخست‌وزیر از یک اقلیت مذهبی بود.
پس از این امتناع، Dragnea به استیضاح احتمالی رئیس‌جمهور اشاره کرد، اما در نهایت تصمیم گرفت نامزد دیگری ارائه شود. گریندینو به پیشنهاد دوم ائتلاف تبدیل شد. رئیس‌جمهور ایوهانیس گریندینو را در ۳۰ دسامبر ۲۰۱۶ به عنوان نخست‌وزیر منصوب کرد و سرانجام در ۴ ژانویه ۲۰۱۷ سوگند یاد کرد.

#### مصوبه شماره ۱۳
اوایل نخست‌وزیری خود، گریندانو با تظاهرات گسترده در سراسر کشور رو به رو شد. این اعتراضات بدنبال آن بود که دولت او یک لایحه فرمان با توجه به پیشنهاد عفو برخی از افراد، و اصلاح قانون مجازات رومانی برای جرم زدایی سوء استفاده از قدرت اگر مقدار پول به سرقت رفته کمتر از ۲۰۰٫۰۰۰ لئو باشد، ارائه کرده‌بود. با وجود واکنش‌های منفی از سوی هر دو نهادهای قضایی و عموم مردم، فرمان اصلاح قانون مجازات و کیفری روش در طول شب ۳۱ ژانویه تأیید شد. اندکی پس از جلسه دولت، وزارت دادگستری لوایح را در وب سایت خود منتشر و برای مشاوره به نهادهای قضایی مربوطه ارسال کرد. دلیل اصلی دولت برای این لایحه‌ها، شلوغ بودن بیش از حد زندان‌ها بود و برای جلوگیری از پرداخت جریمه به دادگاه حقوق بشر اروپا، چنین اقدامات برای بهبود شرایط زندانها مورد نیاز بود. مخالفان این اتهامات را مطرح کردند که این مصوبه برای جرم زدایی از فساد دولت و کمک به صدها سیاستمدار فعلی و سابق برای فرار از تحقیقات جنایی یا احکام زندان در نظر گرفته شده است. طی چند روز، اعتراضات از زمان انقلاب رومانی ۱۹۸۹ به بیشترین اعتراضات تبدیل شد. در ۵ فوریه ۲۰۱۷ تعداد معترضین در خیابان‌های بخارست به ۶۰۰۰۰۰ نفر رسید. این باعث شد گریندینو و دولت وی این مصوبه را لغو کنند و وزیر دادگستری، فلورین ایورداچه در ۹ فوریه ۲۰۱۷ استعفا داد.

#### از دست دادن حمایت سیاسی
روابط بین سورین گریندانو و Dragnea از آوریل ۲۰۱۷ به آرامی وخیم شد و منابعی به عدم اعتماد بین این دو اشاره کردند. دراگنئا بعداً خواستار استعفای گریندینو از نخست‌وزیری شد، که گریندانو آن را رد کرد. در نتیجه، Dragnea کمیته اجرایی حزب سوسیال دموکرات را به منظور بررسی عملکرد کابینه از برنامه حاکمیتی که این حزب در انتخابات قانونگذاری در سال ۲۰۱۶ پیروز شده بود، تشکیل داد. قبل از اینکه کمیته به نتیجه برسد، ALDE قبلاً حمایت خود را از کابینه گریندانو پس گرفته بود. اندکی بعد Dragnea و PSD نیز پشتیبانی خود را از وی پس گرفتند و همه وزرا استعفا دادند و فقط گریندانو به عنوان بخشی از دولت باقی ماند. گریندانو با استناد به مسئولیت خود به عنوان نخست‌وزیر رومانی، از استعفا خودداری کرد.
در ۱۵ ژوئن ۲۰۱۷، گریندانو توسط کمیته اجرایی PSD از حزب سوسیال دموکرات کنار گذاشته شد. به دنبال محرومیت گریندانو از حزب، بال‌های حزب و برخی از سازمانهای محلی (تیمیچ و ایاچی) حمایت خود را از گریندانو و نخست‌وزیر سابق اعلام کردند، ویکتور پونتا نیز علی‌رغم تهدیدهای Dragnea برای حذف از حزب علیه همه کسانی که رای ممتنع یا رأی مخالف طرح عدم اعتماد می‌دهند، از او حمایت کرد.
در ۲۱ ژوئن ۲۰۱۷، طرح عدم اعتماد توسط پارلمان با ۲۴۱ رأی به تصویب رسید (۲۳۳ رأی لازم بود) و بدین ترتیب نخست‌وزیری گریندانو پایان یافت.